# سامي الاتروشي
سامي الاتروشي ولد في 28 فبراير 1969 في الموصل - نينوى، حاصل على شهادة البكالوريوس في الدراسات الإسلامية في جامعة دهوك وشهادة الماجستير بعنوان دور البرلمان في بناء السلام بكلية القانون والسياسة في نفس الجامعة.

## أعماله
ومن أبرز أعماله ونشاطاته:-
- عضو مجلس النواب العراقي للدورة الأولى (2006-2010).[2]
- عضو اللجنة المالية للدورة الأولى لمجلس النواب.
- عضو لجنة تعديل الدستور للدورة الأولى لمجلس النواب.
- عضو لجنة الصداقة البرلمانية العراقية – الفرنسية.
- عضو جمعية الصداقة العراقية التركية.
- عضو الأمانة العامة لاتحاد البرلمانيين العراقيين.
- عضو نقابة صحفيي كوردستان.
- عضو مؤسس لمنظمة (كاني) المدنية والمهتمة بتوعية الشباب والتسامح الديني والقومي.

## مشاركاته
- شارك في العديد من المؤتمرات والندوات والأنشطة المحلية والعالمية منها على سبيل المثال:-
- «الأديان في أمريكا» عام 2005 ضمن برنامج الزائر الدولي.
- مؤتمر القيادات الشبابية الدينية العالمية في هيروشيما - اليابان عام 2006.
- مؤتمر الأديان من أجل السلام الثامن في كيوتو - اليابان عام 2006.
- جولة دراسية حول دراسات في الدستور ضمن لجنة تعديل الدستور إلى كل من إسبانيا وألمانيا عام 2007.
- ورشة عمل حول اجتثاث حزب البعث وتعديلات للدستور في اسطنبول - تركيا عام 2007.
- مؤتمر اتحاد البرلمانيين العرب في اربيل 2008.
- المؤتمر المالي العالمي في بيجين - الصين عام 2008.
- منتديات اقتصادية حول تطوير القطاع الخاص في باريس - فرنسا عام 2008 وعام 2009.
- زيارة برلمانية بدعوة من لجنة الصداقة البرلمانية إلى البرلمان الفرنسي لتقوية العلاقة بين البرلمانين العراقي والفرنسي عام 2008.
- جولة دراسية حول الفدرالية في سويسرا عام 2008.
- ضيف شرف لبرنامج معالجة أطفال عراقيين في سيئول - كوريا الجنوبية عام 2008 بدعم من الأديان من اجل السلام.
- مراقب دولي لأنتحابات مصر النيابية -الدورة الأولى عام 2011.
- المشاركة في ندوة البحوث المشتركة في بناء السلام مع مركز الشؤون العالمية بين جامعتي

نيويورك ودهوك - نيويورك 2012.
- المشاركة في ندوة البحوث المشتركة في بناء السلام مع مركز الشؤون العالمية بين جامعتي

نيويورك ودهوك - نيويورك 2013.
- المشاركة في ندوة البحوث المشتركة في بناء السلام مع مركز الشؤون العالمية بين جامعتي

نيويورك ودهوك - دهوك 2013.
- العشرات من ورشات العمل والندوات التخصصية ضمن اللجنة المالية ولجنة تعديل الدستور في بغداد وأربيل والإمارات العربية المتحدة ولبنان ومصر والأردن.

## أبحاثه
عناوين بعض الأوراق والبحوث المقدمة في الندوات وورشات العمل أعلاه:-
- دورة الموازنة السنوية في العراق
- الشفافية مبدأ لمكافحة الفساد

- مكامن القوة والضعف في النظام الداخلي
- الدور التشريعي لمجلس النواب
- العلاقة بين مجلس النواب وديوان الرقابة المالية
- نحو إستراتيجية عربية فاعلة تجاه العراق
- آليات التأثير على صناعة القرار بشأن الموازنة.
- consequences of Non-Transpaency of Fedral Budget and Lack of Economic Legislation

- Education in Duhok A Public Good or a Private Tension.

## من أقواله
- أملي ومناي أن أرى الناس امامي فرحين والابتسامة على وجوههم.
- أفضل جائزة ووسام حصلت عليه خلال عملي هو رضا أهل بلدي وأحبائي وأصدقائي خلال أدائي في البرلمان..أشكر جميع الاصدقاء والاحباب..